# Утер Пендрагон
Утер Пендрагон (на английски: Uther Pendragon; на уелски: Wthyr Bendragon, Uthr Bendragon, Uthyr Pendraeg) е герой от легендите за крал Артур, негов баща и крал на Британия. Утер се споменава в няколко староуелски поеми, но първата му писмена биография е от „Historia Regum Britanniae“ на Джефри Монмаутски, която става основа и за повечето по-късни варианти. Утер Пендрагон е двусмислен герой – той е описван като силен крал и защитник на народа, но преспива с майката на Артур чрез измама, като през същата нощ войниците му убиват съпруга ѝ.